# Dendrochilum ravanii
Dendrochilum ravanii är en orkidéart som beskrevs av James Edward Cootes. Dendrochilum ravanii ingår i släktet Dendrochilum och familjen orkidéer. Inga underarter finns listade i Catalogue of Life.